# 胡迪莫韦
50°6′55″N 30°33′39″E / 50.11528°N 30.56083°E
胡迪莫韦（烏克蘭語：Гудимове），2024年9月前名为五月一日村（烏克蘭語：Перше Травня），是位於烏克蘭北部的村莊，由基辅州奧布希夫區奧布希夫市鎮負責管轄。該村始建於1758年，面積0.27平方公里，海拔高度140米，2001年人口459，人口密度每平方公里1,719.1人。
2024年9月19日，乌克兰最高拉达将此村的名字改为胡迪莫韦。